# Sopot (Veles)
Pour les articles homonymes, voir Sopot (homonymie).
Sopot (en macédonien Сопот) est un village du centre de la Macédoine du Nord, situé dans la municipalité de Vélès. Le village comptait 15 habitants en 2002.

## Démographie
Lors du recensement de 2002, le village comptait :
- Macédoniens : 15